# なぞなぞばなし
なぞなぞばなし（独Brüderchen und Schwesterchen）はグリム童話の一編の物語である。

## あらすじ
3人の女性が花になりました。その中の1人は夜にだけ人間に戻って家に帰ることを許されました。
彼女は夜が明ける前に彼女の夫に「昼になったら私を摘んでください。そうすればずっと私と一緒にいられます。」と言いました。そして彼はその通りに行いました。
では問題、彼はどうやって自分の妻を見分けられたのでしょう？
答えは、妻は朝に戻っていったので、妻がなっている花には露がついていなかったのです。